# Храм Симеона Богоприимца в Скачках
Хра́м свято́го пра́ведного Симео́на Богоприимца в Скачках — православный храм в городе Красное Село (Санкт-Петербург). Входит в состав Красносельского благочиния Санкт-Петербургской епархии Русской православной церкви.
Настоятель — иерей Антоний Шишков.

## История

### Место обретения Образа
В 1800 году Красное Село получило свою святыню — чудотворную икону с изображением Богомладенца Иисуса Христа, на руках святого праведного Симеона Богоприимца.
На выезде из Павловской слободы, с правой стороны от дороги по направлению из Красного Села к Санкт-Петербургу 11 мая 1800 года (по старому стилю) или 24 мая по новому, крестьянин Василий Кисляков, работая на своей пашне, увидел, как неожиданно, у края небольшого холма земля, поднявшись на сажень, разметалась весьма большими глыбами по сторонам. Образовалась промоина с водяным ключом посередине. В ней местные жители и обнаружили не повреждённую плавающую икону.
Народ, увидев в воде образ, принял это за особое к ним от Бога милосердие и об этом дал знать местному приходскому духовенству, которое без спроса и ведома Епархиального Начальства, отслужив молебен, взяло образ и с торжественным крестным ходом, при многочисленном стечении народа, водворило в церковь.
С первого дня обретения почитали как сам Образ, так и место его явления. Оно обозначено на подробном Плане окрестностей Петербурга составленного в 1817 г. генерал-майором Фёдором Шубертом, и более поздних, с надписью «Явленный Образ». Совмещение старых карт с современными показывает, что явление произошло у перекрёстка нынешних пр. Ленина (бывшего Нарвского тракта) и ул. Семёновской (Симеоновской). Это место было обозначено возведением здесь до революции часовен.

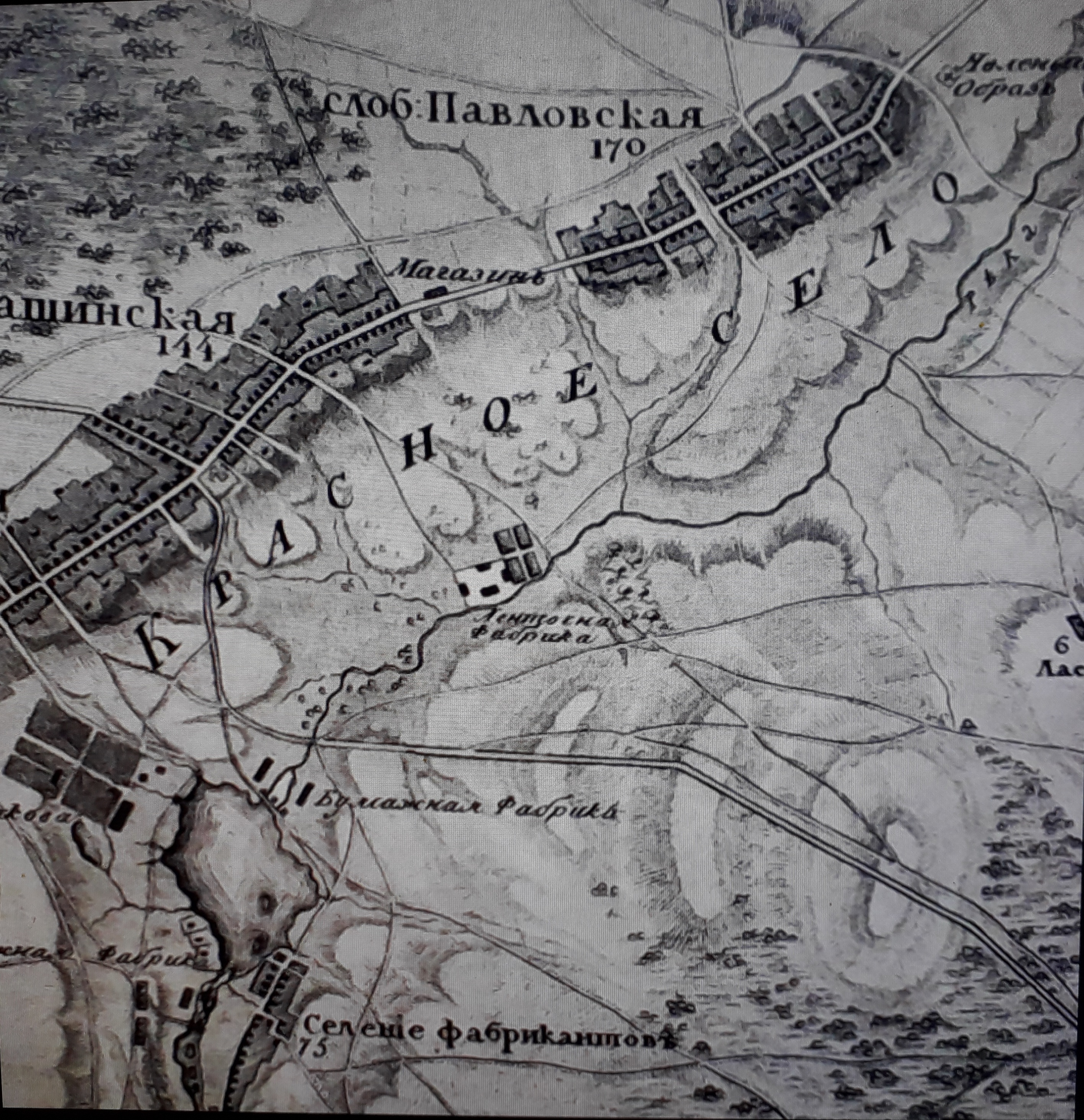
Фрагмент плана генерал-майора Фёдора Шуберта, создавшего в 1817-м году подробный (в 1см 42 метра) план Санкт-Петербурга и окрестностей, с отмеченным местом обретения Образа.

С мая 1800 года Явленный Образ Симеона Богоприимца, был перенесён в Троицкий храм. На месте обретения в 1800 году возвели деревянную часовню. А в дальнейшем, в 1865 году, отстроена каменная часовня на средства почётного гражданина Арсения Николаевича Бородулина. Она находилась рядом с первой деревянной часовней, устроенной вскоре после обретения чудотворного образа. Ежегодно 11/24 мая из Троицкой церкви к ним совершался величественный Крестный ход.
«Самое место, где найден образ, огорожено срубом, над которым устроена деревянная часовня; но впоследствии устроена перед этой часовней другая, каменная — больших размеров, на средства местного обывателя Бородулина. К этим часовням ежегодно 11 Мая бывает совершаем из Красносельской церкви крестный ход с иконой Св. Симеона Богоприимца».

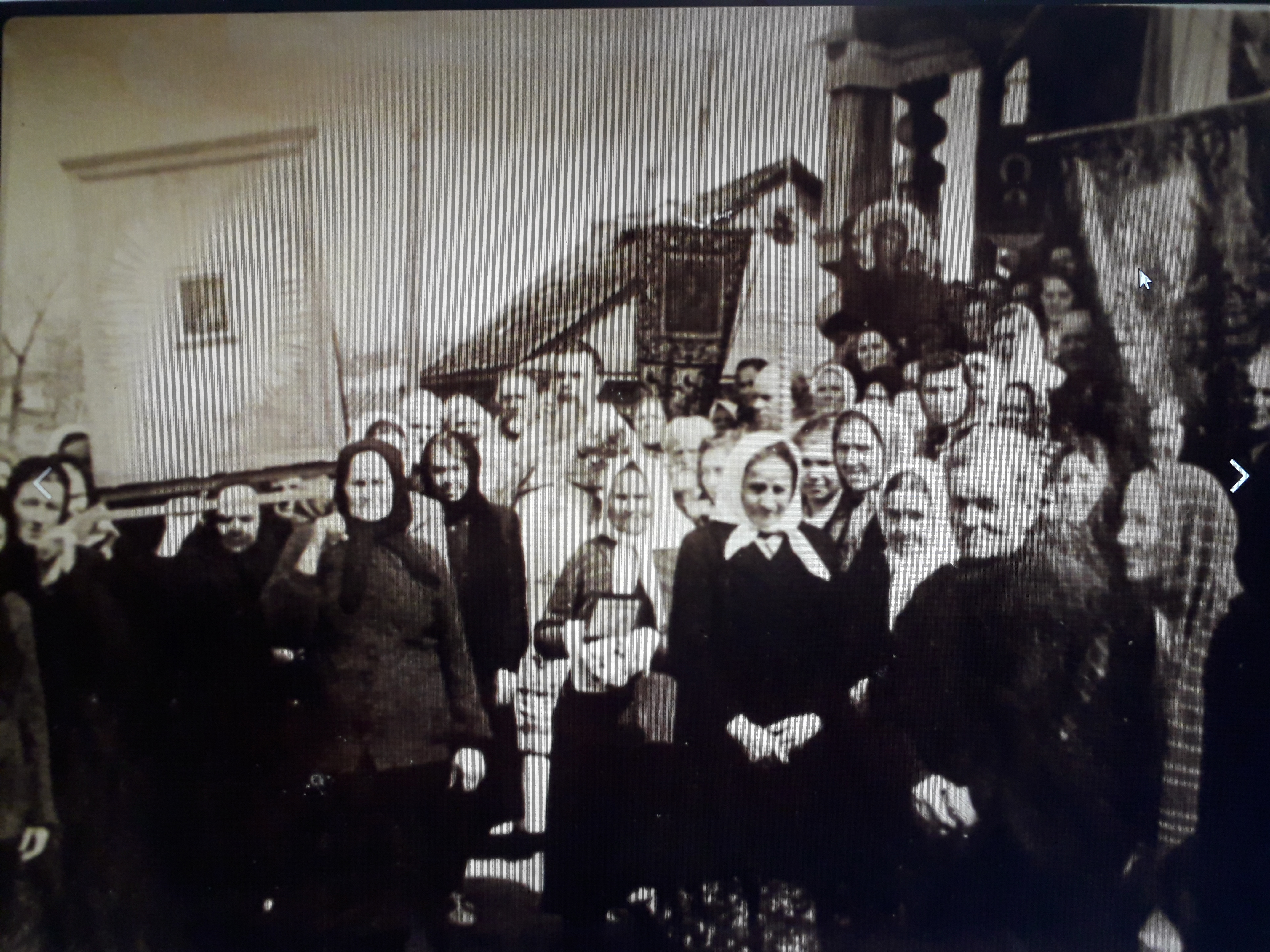
Крестный ход с образом святого Симеона Богоприимца. Конец 1950-х годов.

«Крестные ходы бывают: 4 февраля, в день Симеона и Анны, в часовню, за Павловскую слободу; 11 мая, в память Кирилла и Мефодия, и 15 августа, на болотное место, за Красным селом, в память пожара 1792 г., едва не испепелившего все селение (Красное Село). Из часовен особенно уважается та, которая за Павловской слободой. Она каменная, осмигранная, построенная в 1865 году почётным гражданином Арсением Николаевичем Бородулиным»

Приведённая А.Румянцевым дата «1792», по видимому, не верна. Пожар имел место не ранее 1800 года. О нём сообщает Т.Максинков: 
«В начале прошлого столетия [XIX столетия — прим.] страшный пожар угрожал Красному Селу, вокруг которого горели леса и болота. <…> 15 августа был совершен крестный ход с иконою Симеона Богоприимца на горевшее болото <….>. После этого пожар стал мало-помалу утихать, и Красноселье избавилось от угрожавшей ему опасности».
Каменная часовня в Скачках, полуразрушенная, простояла до начала 60-х годов XX века. По воспоминаниям местных старожилов посёлка Скачки (игравших в ней в детстве), разобрана она была на кирпич местным жителем для хозяйственных нужд (на печь). При разборе пола было найдено множество медных монет, видимо, либо когда-то попавших из рассыпанной кружки для пожертвований, либо специально брошенных в расщелины пола благочестивыми предками. По прошествии некоторого времени, дом разобравшего часовню мужчины сгорел и, по общему мнению, это случилось с ним за совершённое святотатство. Факт этот совершенно достоверный, подтверждённый устными рассказами ещё живых (на 2023 год) свидетелей, бывшими тогда в подростковом возрасте.

### Современный храм
Место явления Образа было в запустении, и могло быть вовсе забытым, если бы в начале 2000-ных годов не состоялся разговор между ныне почившим настоятелем храма святого благоверного князя Александра Невского, митрофорным протоиереем Евгением Ефимовым (на тот момент одного из старейших клириков Епархии и сокурсника по Ленинградской семинарии Патриарха Алексия II) с иереем Романом Конкиным об идее восстановления часовни на месте обретения главной святыни Красного села.
Отец Роман обратился к прихожанину церкви и жителю поселка Скачки, Арефьеву Виталию Викторовичу, с просьбой этим вопросом заняться. Отец Евгений дал своё благословение.
В 2011 г. с благословения Митрополита Санкт-Петербургского и Ладожского Владимира было принято окончательное решение о возрождении часовни. Несколько лет потребовалось на согласование с администрацией района и различными структурами. В процессе этой работы было принято решение строить не часовню, а небольшую церковь, приписанную к Александра-Невской церкви Красного Села.
На момент начала строительства Александра-Невскую церковь возглавил протоиерей Александр Дягилев, с которым и согласовывалась вся дальнейшая работа по созданию храма. Будущий проект был разработан архитектором Фомичевым Геннадием Павловичем. ООО «Архитектурная мастерская Г. П. Фомичёва».
27 сентября 2012 года на месте строительства, силами Арефьева Виталия Викторовича и Костецкого Владимира Андреевича, был установлен поклонный крест, а иереем Сергием Агафошиным отслужен первый молебен.
24 мая 2013 года в день обретения иконы клиром храма Александра Невского была отслужена первая Божественная литургия, которую возглавил протоиерей Александр Дягилев.
В конце 2013 года началось строительство храма.
24 мая 2014 года уже на заложенном фундаменте будущей церкви состоялась вторая Божественная Литургия под открытым небом. Знаменательно, что во время службы рядом с Крестом из земли проступила вода, хотя день был ясный и жаркий.
Решено было отдать воду на экспертизу. Проверка показала, что вода чистейшая, не смотря на близкое расположение дорожной трассы. Так, сам святой праведный Симеон Богоприимец указал на место будущего источника. Вскоре источник был оборудован и вокруг него установили деревянную беседку.
13 мая 2015 года протоиерей Александр Дягилев освятил колокола, приобретённые на средства Деловой Марии Дмитриевны.
Весной 2016 года, в основном на средства и стараниями Арефьева Виталия Викторовича, завершилось строительство и убранство храма святому праведному Симеону Богоприимцу.
Так как после возрождения Свято-Троицкой церкви Красного Села началась дискуссия по дальнейшему месту пребывания Образа, то после обращения настоятеля храма св.блгв.кн. Александра-Невского прот. Александра Дягилева, Владыкой Варсонофием было принято компромиссное решение и дано благословение, на перенесение Образа в храм, на место её первоначального обретения. Решение о переносе Приходского Собрания (Протокол № 21, от 20 ноября 2015 года) храма св.блгв.кн. Александра-Невского было принято единогласно, получено Секретариатом Санкт-Петербургской Епархии, и после благословения Митрополита Санкт-Петербургского и Ладожского Варсонофия, 18 мая 2016 года почитаемый Образ был передан из храма святого Александра Невского на место своего чудесного явления во вновь построенную церковь, созданную в честь этого события на том месте, где прежде стояла часовня.
24 мая 2016 года состоялась первая, в самом храме, Божественная Литургия и малое освящение церкви. Литургию и водосвятный молебен у источника возглавил благочинный Красносельского благочиния протоиерей Михаил Подолей. Ему сослужили протоиерей Александр Дягилев и протоиерей Александр Шариков. С приветственным словом выступил глава администрации Красносельского района Никольский Евгений Владимирович.
А в храме Александра-Невского и в Свято-Троицкой церкви Красного Села были размещены списки — размер в размер — на тех исторических местах, где икона пребывала с 1800 по 1932 и с 1946 по 2016 годы.
С мая по октябрь 2016 года храм в честь святого праведного Симеона Богоприимца был приписным к Александра-Невскому храму. С этого времени в нём начали проводиться регулярные Богослужения, возглавляемые клириком храма Александра Невского протоиереем Олегом Абабковым. А с 30 октября 2016 года, по благословению Высокопреосвященнейшего Варсонофия, Митрополита Санкт-Петербургского и Ладожского, при храме создан отдельный приход. Настоятель храма святого Александра Невского протоиерей Александр Викторович Дягилев был переведён на новое место служения и был назначен настоятелем этого новосозданного храма святого праведного Симеона Богоприимца.
16 февраля 2017, в престольный праздник храма, состоялся первый крестный ход вокруг него.
1 февраля 2023 года приход возглавил иерей Антоний Сергеевич Шишков. Началась подготовка к официальному прославлению Образа, почти сотню лет сокрытого от широкой огласки и находящегося яко «под спудом». Началась и подготовка к возрождению Красносельского Крестного хода, традиция проведения которого прервалась на более чем сотню лет. Одновременно, началось благоустройство территории храма и подготовка проекта его расширения.

## Архитектура, внутреннее убранство
Существенный вклад в создание церкви внёс Найденов Дмитрий Александрович. Помимо материального вклада, на руководимом им предприятии были созданы все металлические конструкции внутреннего убранства церкви: ажурная лестница, ведущая на хоры, паникадило, алтарная преграда, подсвечники и главный аналой.
Рамы икон церкви, выполненные в технике «мозаика», изготовлены из искусственного камня по технологии, разработанной Сергеем Горбачёвым. Он же и изготовил все эти элементы.
Витражи на окнах, также выполненные Сергеем и его супругой, освящённые солнцем, создают особое сияние в храме. Свет, проникая через цветное стекло, переливается и окрашивает всё вокруг разноцветными оттенками красок, создавая радужное настроение.
Многие предметы интерьера церкви создают единство стиля. Это и винтовая лестница ведущая на хоры, и узорчатые подсвечники, и паникадило с декоративными элементами в виде восковых свечей .- все вместе, они дополняют картину убранства церкви.
Здесь будет уместно привести пересказ слов самого Сергея Горбачёва о создании рам для икон, паникадила, элементов украшения алтарной ограды. Тем более что рассказ этот далеко не банален.
Чем дольше мы живем, тем все больше убеждаемся в том, что все события в жизни происходят не просто так — все в этом мире связано. Но бывает и так, что вся предыдущая жизнь служит лишь подготовкой к тому повороту, пройдя который, только начинаешь понимать свое предназначение. Человек, о котором будет наше повествование, является живым подтверждение этому. Сергей Горбачёв, а именно так его зовут, посвятил свою жизнь кино и телевидению. Актер, сценарист, режиссер постановщик занимался любимой работой. Казалось, что еще нужно для жизни — творчество, карьера, прекрасная жена, умница дочь…
Но, вдруг, волею судьбы, придя на порог строящегося храма Святого праведного Симеона Богоприимца, его озаряет. Он совершенно по-своему вдруг в мельчайших деталях увидел внутреннее убранство церкви и решается подойти к главному строителю и благотворителю Виталию Викторовичу с предложением взять в свои руки всю работу по украшению интерьера, чем шокировал последнего. Зная, чем зарабатывает на хлеб Сергей и что даже никогда в жизни ни чем подобным не занимался, Виталий Викторович в конце концов поставил условие, что даст согласие, если Сергей в 10-ти дневный срок подкрепит свои слова делом.
Тут нужно добавить, что однажды при поиске в Интернете информации для очередного сценария Сергей случайно наткнулся на материал об искусственном камне и когда он бегло просмотрел, подумал, что наверно было бы забавно делать из этого какие-нибудь вещи. Но что бы делал Сергей без своей супруги. Имея высшее художественное образование, она сразу поддержала его. Но, одного желания и умения рисовать мало — ни Сергей, ни Катя еще не знали каким способом реализовать их теперь общее дело. И стали изучать в недрах сети всевозможные техники работы с декоративным камнем и создания витражей. Но, ни один из известных способов супругам не подходил. Тогда супруги сами придумали уникальную технику мозаики из искусственного камня и самое главное — новый самобытный способ создания витражей с образами святых! В 10 дней уложились. Так возникла первая витражная икона с мозаичным окладом.
Виталию Викторовичу икона очень понравилась и он сперва предложил попробовать. Но приехал архитектор и сказал, что это конечно очень здорово, но нет. Это будет музей, а не храм! После таких слов строитель начал очень сильно сомневаться и думал два с половиной месяца. Причина конечно очень серьезная. Речь шла уже не об одной иконе, а о том, что нужно было придумать и увязать все в единой стилистике: храмовая люстра (паникадило), алтарь, подсвечники и все остальное. Чтобы всё выглядело единообразно. И еще одно условие: бюджета на такую роскошь нет.
В итоге, Сергей с женой на 8 месяцев влились в этот непрерывный цикл работы. Спать получалось по 2-3 часа. Иначе бы не успели. Это не всякий выдержит. Но, Сергей по жизни человек очень настойчивый. Его так воспитали. Он рос без отца, но у него был пример — его дед, который прошел войну, имел множество боевых наград, был весь изранен, правая рука была в восьми местах прострелена, но при этом он писал и чертил так, что многие завидовали. Благодаря большой силе воли дед постоянно учился и развивался, знал в совершенстве 4 языка, работал директором большого послевоенного завода. Сначала Сергей работал дома — отливал, обрабатывал, шлифовал, клеил, покрывал лаком, полировал, снова отливал… Потом ему сделали навес прямо на стройке. Всего было сделано 33 рамы, алтарь, люстру-паникадило пришлось по частям заносить внутрь и там уже собирать все в целое.
Сергей с помощью жены научился и получил огромнейший опыт создания мозаик из искусственного камня. Он реализовал свою идею-мечту которую увидел в своем воображении, когда впервые вошел в строящийся храм.
Честно говоря, если бы не общение с ктитором храма Виталием Викторовичем, непосредственного участника событий, то трудно было бы поверить в эту историю. И, рассказав ее руководителю Сектора коммуникаций Санкт-Петербургской митрополии Наталии Родомановой, было получено от неё предложение написать статью в их журнал. Но, Сергей из скромности отказался. Он хотел чтобы бы была написана история второго обретения той самой иконы и может быть с ней наше Красное Село, а некогда воинская столица Российской империи, вновь возродилась в процветающий пригород Санкт-Петербурга со своими дворцами и парками, театром и конными скачками. И это уже будет другая история неразрывной связи иконы, храма и Красного Села.

## Чтимые святыни
- Явленный Образ Симеона Богоприимца, обретённый 11/24 мая 1800 года и переданный 18 мая 2016 года из храма святого Александра Невского на место своего чудесного явления, где прежде стояла часовня.
- Частица мощей святого праведного Симеона Богоприимца, полученная 14 февраля 2017 года (накануне праздника Сретения Господня) стараниями Арефьева В. В. из Миланской Церкви сакральных реликвий.

## Духовенство
| Даты                                 | Настоятели (и прикомандированные священники*)                                   |
| ------------------------------------ | ------------------------------------------------------------------------------- |
| июнь 2016 — октябрь 2016             | протоиерей Олег Валерьевич Абабков* (клирик храма святого Александра Невского)* |
| 30 октября 2016 — 1 декабря 2022     | Настоятель протоиерей Александр Викторович Дягилев)                             |
| 2019 — 2022                          | протоиерей Алексей Владимирович Кольцов* (временно прикомандирован)             |
| 5 декабря 2022 — 31 января 2023      | Настоятель протоиерей Владимир Александрович Падрухин                           |
| 1 декабря 2022 — 15 января 2023      | иерей Антоний Андреевич Лынов (временно прикомандирован)                        |
| 1 февраля 2023 — по настоящий момент | Настоятель иерей Антоний Сергеевич Шишков                                       |